# Copa Mundial de Críquet de 2015
La Copa Mundial de Críquet de 2015 fue la undécima edición del torneo. Catorce selecciones jugaron 49 partidos en 14 estadios. Australia fue la sede de 26 partidos con estadios en Adelaida, Brisbane, Canberra, Hobart, Melbourne, Perth y Sídney. Nueva Zelanda fue la sede de 23 partidos en Auckland, Christchurch, Dunedin, Hamilton, Napier, Nelson y Wellington.
Australia ganó la Copa, venciendo a Nueva Zelanda en la final. Fue la segunda ocasión en que la Copa tuvo lugar en Australia y Nueva Zelanda, después de la Copa Mundial de Críquet de 1992. Esta edición significó el debut de Afganistán en una Copa y además logró su primera victoria frente a Escocia. El momento más sorprendente de la Copa fue la eliminación temprana de Inglaterra en las etapas de los grupos. En su lugar, Bangladés se clasificó para los cuartos de final.

## Países participantes
- Afganistán
- Australia
- Bangladés
- Emiratos Árabes Unidos
- Escocia
- India
- Indias Occidentales
- Inglaterra
- Irlanda
- Nueva Zelanda
- Pakistán
- Sri Lanka
- Sudáfrica
- Zimbabue

## Etapa de grupos

### Grupo A
| Equipo        | Jj | G | P | E | NR | PC     | Pts |
| ------------- | -- | - | - | - | -- | ------ | --- |
| Nueva Zelanda | 6  | 6 | 0 | 0 | 0  | +2.564 | 12  |
| Australia     | 6  | 4 | 1 | 0 | 1  | +2.257 | 9   |
| Sri Lanka     | 6  | 4 | 2 | 0 | 0  | +0.371 | 8   |
| Bangladés     | 6  | 3 | 2 | 0 | 1  | +0.136 | 7   |
| Inglaterra    | 6  | 2 | 4 | 0 | 0  | −0.753 | 4   |
| Afganistán    | 6  | 1 | 5 | 0 | 0  | −1.853 | 2   |
| Escocia       | 6  | 0 | 6 | 0 | 0  | −2.218 | 0   |

### Grupo B
| Equipo                 | Jj | G | P | E | NR | PC     | Pts |
| ---------------------- | -- | - | - | - | -- | ------ | --- |
| India                  | 6  | 6 | 0 | 0 | 0  | +1.827 | 12  |
| Sudáfrica              | 6  | 4 | 2 | 0 | 0  | +1.707 | 8   |
| Pakistán               | 6  | 4 | 2 | 0 | 0  | −0.085 | 8   |
| Indias Occidentales    | 6  | 3 | 3 | 0 | 0  | −0.053 | 6   |
| Irlanda                | 6  | 3 | 3 | 0 | 0  | −0.933 | 6   |
| Zimbabue               | 6  | 2 | 4 | 0 | 0  | –0.696 | 4   |
| Emiratos Árabes Unidos | 6  | 0 | 6 | 0 | 0  | –2.045 | 0   |

## Ronda final
|  | Cuartos de final          | Cuartos de final          | Cuartos de final          |           |       | Semifinales              | Semifinales              | Semifinales              |  |    | Final                                                   | Final                                                   | Final                                                   |  |
|  | 18 al 21 de marzo de 2015 | 18 al 21 de marzo de 2015 | 18 al 21 de marzo de 2015 |           |       | 24 y 26 de marzo de 2015 | 24 y 26 de marzo de 2015 | 24 y 26 de marzo de 2015 |  |    | 29 de marzo de 2015 Melbourne Cricket Ground, Melbourne | 29 de marzo de 2015 Melbourne Cricket Ground, Melbourne | 29 de marzo de 2015 Melbourne Cricket Ground, Melbourne |  |
|  |                           |                           |                           |           |       |                          |                          |                          |  |    |                                                         |                                                         |                                                         |  |
|  |                           |                           |                           |           |       |                          |                          |                          |  |    |                                                         |                                                         |                                                         |  |
|  | 1A                        | Nueva Zelanda             | 393/6                     |           |       |                          |                          |                          |  |    |                                                         |                                                         |                                                         |  |
|  | 1A                        | Nueva Zelanda             | 393/6                     |           |       |                          |                          |                          |  |    |                                                         |                                                         |                                                         |  |
|  | 4B                        | Indias Occidentales       | 250                       |           |       |                          |                          |                          |  |    |                                                         |                                                         |                                                         |  |
|  | 4B                        | Indias Occidentales       | 250                       |           | 1A    | Nueva Zelanda            | 299/6                    |                          |  |    |                                                         |                                                         |                                                         |  |
|  |                           |                           |                           |           | 1A    | Nueva Zelanda            | 299/6                    |                          |  |    |                                                         |                                                         |                                                         |  |
|  |                           |                           | 2B                        | Sudáfrica | 281/5 |                          |                          |                          |  |    |                                                         |                                                         |                                                         |  |
|  | 3A                        | Sri Lanka                 | 2B                        | Sudáfrica | 281/5 | 133                      |                          |                          |  |    |                                                         |                                                         |                                                         |  |
|  | 3A                        | Sri Lanka                 |                           |           |       |                          |                          |                          |  |    |                                                         |                                                         |                                                         |  |
|  | 2B                        | Sudáfrica                 | 134/1                     |           |       |                          |                          |                          |  |    |                                                         |                                                         |                                                         |  |
|  | 2B                        | Sudáfrica                 | 134/1                     |           |       |                          |                          |                          |  | 1A | Nueva Zelanda                                           | 183                                                     |                                                         |  |
|  |                           |                           |                           |           |       |                          |                          |                          |  | 1A | Nueva Zelanda                                           | 183                                                     |                                                         |  |
|  |                           |                           | 2A                        | Australia | 186/3 |                          |                          |                          |  |    |                                                         |                                                         |                                                         |  |
|  | 1B                        | India                     | 2A                        | Australia | 186/3 | 302/6                    |                          |                          |  |    |                                                         |                                                         |                                                         |  |
|  | 1B                        | India                     |                           |           |       |                          |                          |                          |  |    |                                                         |                                                         |                                                         |  |
|  | 4A                        | Bangladés                 | 193                       |           |       |                          |                          |                          |  |    |                                                         |                                                         |                                                         |  |
|  | 4A                        | Bangladés                 | 193                       |           | 1B    | India                    | 233                      |                          |  |    |                                                         |                                                         |                                                         |  |
|  |                           |                           |                           |           | 1B    | India                    | 233                      |                          |  |    |                                                         |                                                         |                                                         |  |
|  |                           |                           | 2A                        | Australia | 328/7 |                          |                          |                          |  |    |                                                         |                                                         |                                                         |  |
|  | 3B                        | Pakistán                  | 2A                        | Australia | 328/7 | 213                      |                          |                          |  |    |                                                         |                                                         |                                                         |  |
|  | 3B                        | Pakistán                  |                           |           |       |                          |                          |                          |  |    |                                                         |                                                         |                                                         |  |
|  | 2A                        | Australia                 | 216/4                     |           |       |                          |                          |                          |  |    |                                                         |                                                         |                                                         |  |
|  | 2A                        | Australia                 | 216/4                     |           |       |                          |                          |                          |  |    |                                                         |                                                         |                                                         |  |
|  |                           |                           |                           |           |       |                          |                          |                          |  |    |                                                         |                                                         |                                                         |  |

- Datos: Q1139964
- Multimedia: Cricket World Cup 2015 / Q1139964